# Pentro di Isernia rosso
Il Pentro di Isernia rosso è un vino DOC la cui produzione è consentita nella provincia di Isernia.

## Caratteristiche organolettiche
- colore: rosso rubino più o meno intenso.
- odore: gradevole, caratteristico.
- sapore: asciutto, armonico, vellutato e lievemente tannico

## Produzione
Provincia, stagione, volume in ettolitri
- nessun dato disponibile